# Пустинна чучулига
Пустинна чучулига (Ammomanes deserti) е вид птица от семейство Чучулигови (Alaudidae).

## Разпространение и местообитание
Разпространен е в Алжир, Афганистан, Бахрейн, Буркина Фасо, Джибути, Египет, Еритрея, Етиопия, Западна Сахара, Йемен, Израел, Индия, Йордания, Ирак, Иран, Катар, Кувейт, Либия, Мавритания, Мали, Мароко, Нигер, Обединените арабски емирства, Оман, Пакистан, Палестина, Саудитска Арабия, Сирия, Сомалия, Судан, Таджикистан, Тунис, Туркменистан, Турция, Узбекистан и Чад.